# Neetzow

Localisation de Neetzow dans l'arrondissement de Poméranie-Occidentale-Greifswald

Neetzow est une ancienne commune d'Allemagne située dans l'arrondissement de Poméranie-Occidentale-Greifswald du Land de Mecklembourg-Poméranie-Occidentale.

## Municipalité
La commune comprend les villages de Neetzow, Kagenow, Klein Below, Padderow et Steinmocker.

## Architecture
- château néogothique de Neetzow, aujourd'hui hôtel, ancienne résidence de la famille von Kruse.